# Caltha dioneifolia
Caltha dioneifolia är en ranunkelväxtart som beskrevs av Joseph Dalton Hooker. Caltha dioneifolia ingår i släktet kabblekor, och familjen ranunkelväxter. Inga underarter finns listade i Catalogue of Life.